# Conus miles
Cône soldat
Espèce
Synonymes
Rhizoconus miles (Linnaeus, 1758)
Statut de conservation UICN

 LC  : Préoccupation mineure
Le cône soldat (Conus miles) est une espèce de mollusques gastéropodes marins de la famille des Conidae.

## Description
C'est un cône de taille moyenne (5-13 cm), à la coquille large et légère, avec une spire faiblement protubérante. Elle est de couleur crème parcourue de motifs fauves, dont de fines lignes axiales ondulées. La pointe est brun foncé, et un anneau de la même couleur entoure la coquille vers sa moitié (plus ou moins prononcé). L'intérieur est généralement violet clair et laisse voir en transparence les motifs externes. Le corps de l'animal est noir.

## Galerie

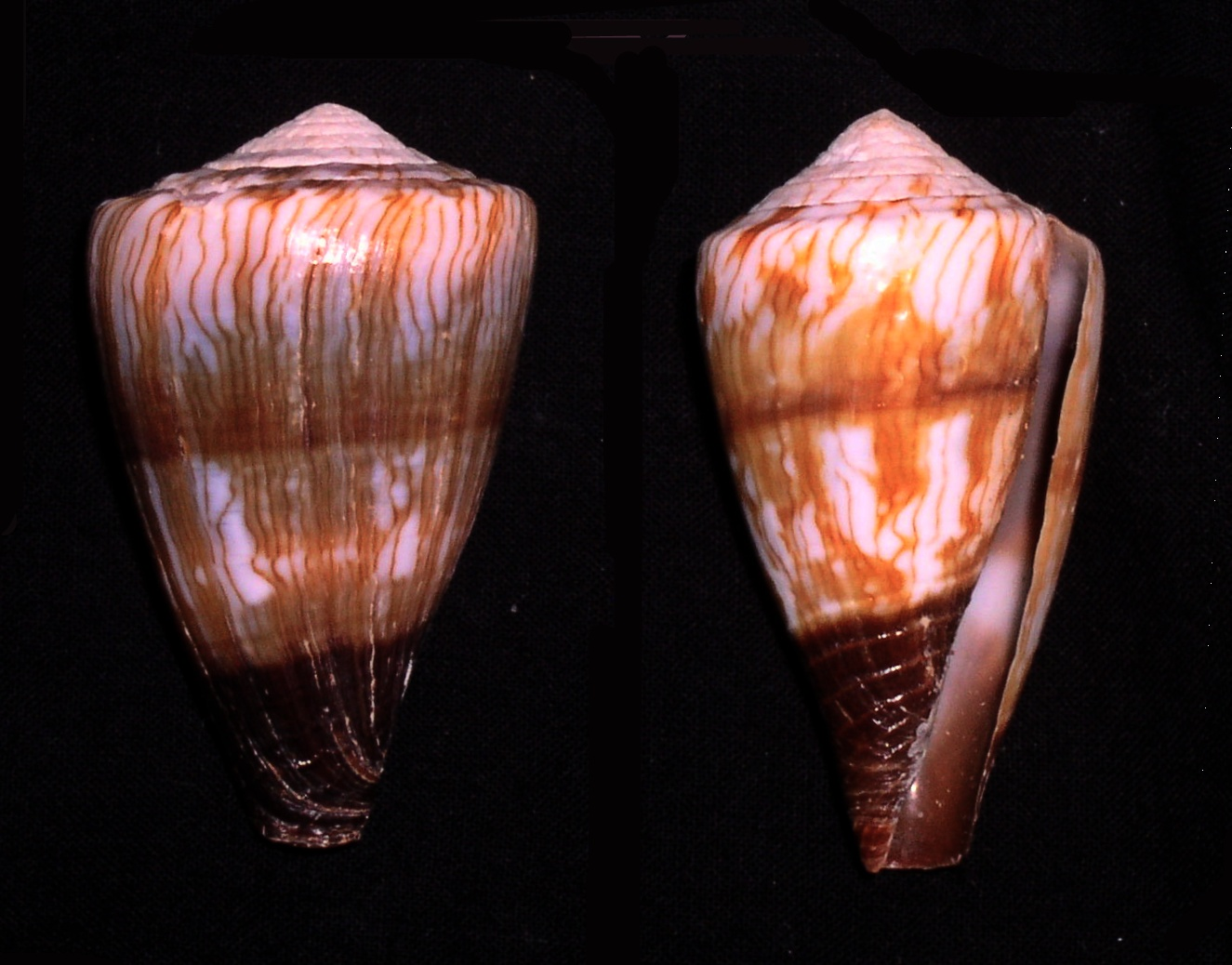
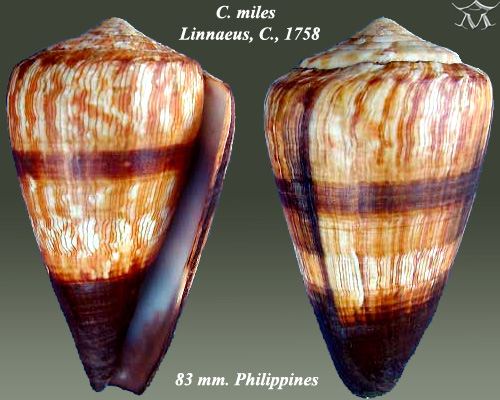
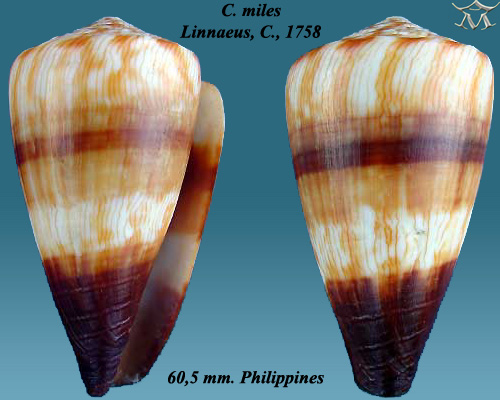
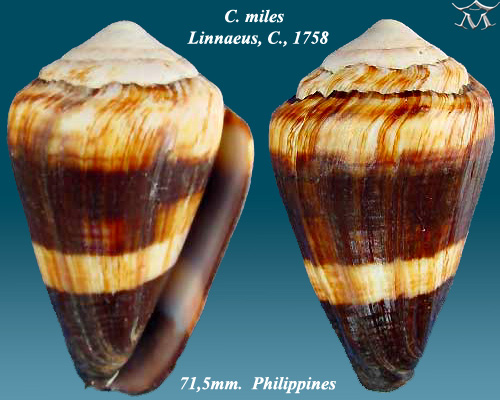
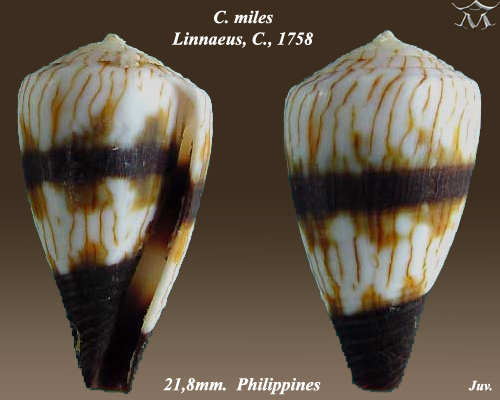
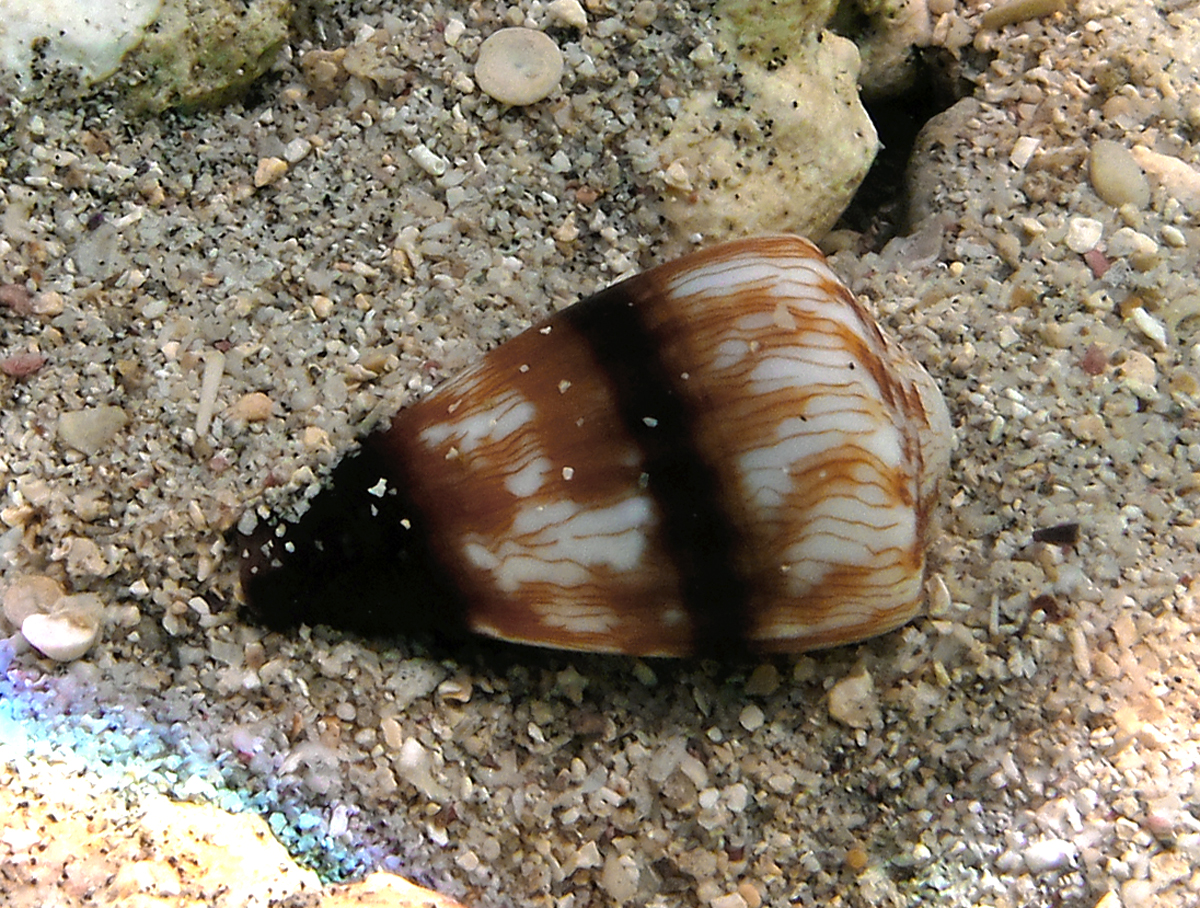
Spécimen in situ à La Réunion.

## Habitat et répartition
Cette espèce est présente dans les lagons coralliens de l'océan Indien occidental tropical. Il se rencontre entre la surface et 20 m de profondeur, sur les fonds sableux des récifs ; ils sont de mœurs nocturnes et passent la journée bien dissimulés.

## Écologie et comportement
Comme tous les cônes, le cône soldat est un prédateur carnivore efficace. Il chasse principalement des polychaetes (néréides, eunicides), qu'il tue à distance au moyen des dards empoisonnés que projette son siphon. Ces mêmes dards peuvent occasionner de vives douleurs chez l'Homme, mais n'est pas mortel (contrairement à plusieurs autres espèces de cônes).